# Ørjan Hopen
Ørjan Hopen (Sogndal, 19 marzo 1992) è un calciatore norvegese, centrocampista del Raumnes & Årnes.

## Carriera

### Club

#### Sogndal
Hopen ha iniziato la carriera con la maglia del Sogndal: il primo match lo ha disputato, infatti, sostituendo Tarjei Dale nella vittoria esterna per 0-4 contro lo Smørås, in data 10 maggio 2009 (incontro valido per l'edizione stagionale della Coppa di Norvegia): nell'occasione, ha segnato una rete. Nel 2010 ha giocato 14 incontri in campionato e ha contribuito alla promozione del Sogndal dalla 1. divisjon all'Eliteserien.
Il 20 marzo 2011 ha potuto così debuttare nella massima divisione norvegese: ha sostituito ancora Olsen nella sconfitta per 2-1 contro lo Strømsgodset. Il 3 luglio ha siglato il primo gol nell'Eliteserien, nel pareggio per 1-1 sul campo dello Start.

#### I prestiti
L'8 agosto 2013, è passato in prestito al Bryne fino al termine della stagione. Ha esordito in squadra il 10 agosto, subentrando a Henrik Breimyr nella sfida persa per 5-3 sul campo del Bodø/Glimt. Il 18 agosto ha segnato l'unica rete stagionale, nel successo per 4-2 sul Kristiansund.
Tornato al Sogndal per il campionato 2014, vi è rimasto fino alla finestra di trasferimento estiva: il 15 luglio, infatti, è stato ceduto in prestito al Nest-Sotra. Ha disputato il primo incontro con  questa maglia il 21 luglio, sostituendo Joachim Hammersland nella sconfitta casalinga per 0-1 contro l'Hønefoss. Il 27 luglio ha siglato la prima rete, nella sconfitta per 3-2 contro il Sandefjord.

#### Levanger
Il 18 gennaio 2015 si è trasferito ufficialmente al Levanger, formazione neopromossa nella 1. divisjon. Ha esordito il 6 aprile, schierato titolare nella sconfitta per 5-0 sul campo dell'Åsane. Il 26 maggio successivo ha trovato la prima rete con questa maglia, nel successo casalingo per 4-1 sul Brann. Hopen si è svincolato al termine del campionato 2016, congedandosi con 55 presenze e 10 reti, tra campionato e coppa.

#### Skeid e Fu/Vo
Il 24 marzo 2017, lo Skeid ha comunicato d'aver ingaggiato Hopen. Il 6 novembre 2017 è stato reso noto che Hopen avrebbe giocato per il Fu/Vo, a partire dalla stagione successiva.

## Statistiche

### Presenze e reti nei club
Statistiche aggiornate al 1º gennaio 2018.
| Stagione        | Club            | Campionato      | Campionato | Campionato | Coppe nazionali | Coppe nazionali | Coppe nazionali | Coppe continentali | Coppe continentali | Coppe continentali | Supercoppe | Supercoppe | Supercoppe | Totale | Totale |
| Stagione        | Club            | Comp            | Pres       | Reti       | Comp            | Pres            | Reti            | Comp               | Pres               | Reti               | Comp       | Pres       | Reti       | Pres   | Reti   |
| --------------- | --------------- | --------------- | ---------- | ---------- | --------------- | --------------- | --------------- | ------------------ | ------------------ | ------------------ | ---------- | ---------- | ---------- | ------ | ------ |
| 2009            | Sogndal         | 1D              | 0          | 0          | CN              | 2               | 1               | -                  | -                  | -                  | -          | -          | -          | 2      | 1      |
| 2010            | Sogndal         | 1D              | 15         | 0          | CN              | 1               | 0               | -                  | -                  | -                  | -          | -          | -          | 16     | 0      |
| 2011            | Sogndal         | ES              | 20         | 6          | CN              | 2               | 0               | -                  | -                  | -                  | -          | -          | -          | 22     | 6      |
| 2012            | Sogndal         | ES              | 26         | 2          | CN              | 1               | 0               | -                  | -                  | -                  | -          | -          | -          | 27     | 2      |
| gen.-ago. 2013  | Sogndal         | ES              | 2          | 0          | CN              | 1               | 0               | -                  | -                  | -                  | -          | -          | -          | 3      | 0      |
| ago.-dic. 2013  | Bryne           | 1D              | 8          | 1          | CN              | -               | -               | -                  | -                  | -                  | -          | -          | -          | 8      | 1      |
| gen.-lug. 2014  | Sogndal         | ES              | 6          | 1          | CN              | 2               | 1               | -                  | -                  | -                  | -          | -          | -          | 8      | 2      |
| Totale Sogndal  | Totale Sogndal  | Totale Sogndal  | 69         | 9          |                 | 9               | 2               |                    | -                  | -                  |            | -          | -          | 78     | 11     |
| lug.-dic. 2014  | Nest-Sotra      | 1D              | 13         | 2          | CN              | -               | -               | -                  | -                  | -                  | -          | -          | -          | 13     | 2      |
| 2015            | Levanger        | 1D              | 26         | 5          | CN              | 3               | 0               | -                  | -                  | -                  | -          | -          | -          | 29     | 5      |
| 2016            | Levanger        | 1D              | 26         | 5          | CN              | 0               | 0               | -                  | -                  | -                  | -          | -          | -          | 26     | 5      |
| Totale Levanger | Totale Levanger | Totale Levanger | 52         | 10         |                 | 3               | 0               |                    | -                  | -                  |            | -          | -          | 55     | 10     |
| 2017            | Skeid           | 2D              | 13         | 2          | CN              | 2               | 0               | -                  | -                  | -                  | -          | -          | -          | 15     | 2      |
| 2018            | Fu/Vo           | 4D              | 0          | 0          | CN              | 0               | 0               | -                  | -                  | -                  | -          | -          | -          | 0      | 0      |
| Totale          | Totale          | Totale          | 149        | 23         |                 | 12              | 1               |                    | -                  | -                  |            | -          | -          | 161    | 24     |